# 북항 국제 음악 페스티벌

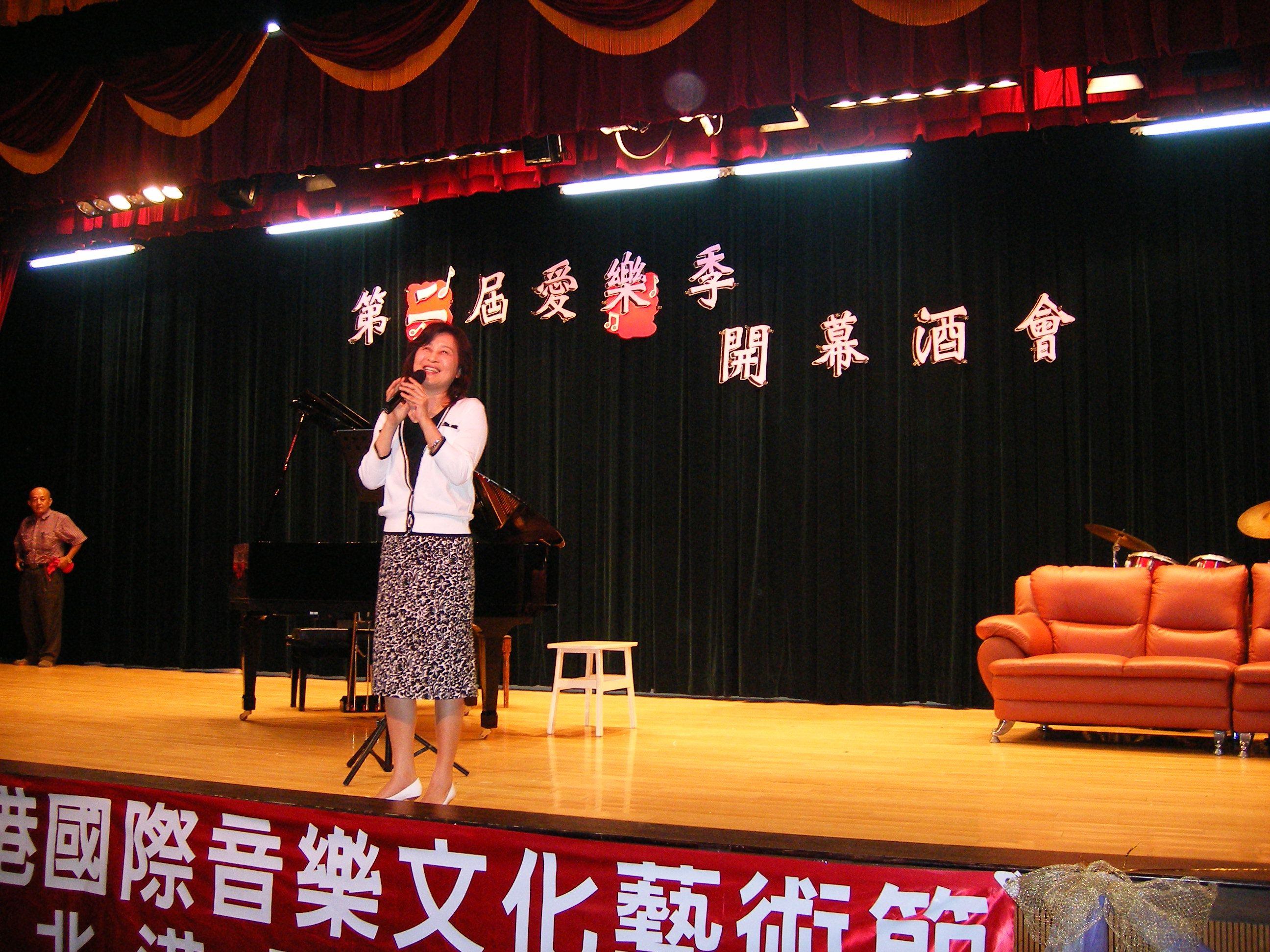

북항 국제 음악 페스티벌 (北港國際音樂文化藝術節) 은 북항 필하모닉 협회 (雲林縣北港愛樂協會)의 프로젝트로 2006년에 처음 개최되었다. 그 이후로 해마다 그 규모를 확장해온 북항 국제 음악 페스티벌은 현재 중화민국 운림(雲林)리의 가장 큰 국제 음악 페스티벌로서 폭넓은 관악 음악과 북항의 진가음악학원 (陳家湖音樂學院)의 교육 프로젝트를 중심으로 여러 콘서트를 주최하고 있다. 이뿐 아니라 여러 외국에서 온 음악가들을 위한 국제교류 프로그램도 진행하고 있다. 이 페스티벌의 예술 감독은 피아니스트 하인쯔 첸 (Heinz Chen)이다.

## 북항
북항시는 마쭈우(媽祖) 여신을 위한 가장 큰 사원인 조천사원 (朝天宮)으로 유명하다. 종교적인 행사 뿐만 아니라 예술에 대한 관심이 높아지면서 북항 필하모닉 협회는 국제적인 음악 페스티벌을 조성하여 이를 장려할 수 있도록 이 페스티벌을 개최하였다. 이 페스티벌의 중심지는 대부분의 콘서트와 북항 관악 오케스트라와의 리허설, 그리고 교육 프로젝트가 열리는 북항이다.

## 역사
북항 국제 음악 페스티벌의 역사는 2005년에 열린 북항 음악 페스티벌로 시작된다. 하인쯔 첸이2006년 예술 감독으로 발탁되면서 이 페스티벌의 규모와 수준을 국제적으로 만들기에 이르렀다. 그 후로 이 페스티벌은 관객과 미디어, 또한 지방 정치가들로부터 많은 사랑을 받고 있으며 주지사 Su Ji-Feng은 2005년부터 매년 이 페스티벌의 행사에 참석하고 있다. 2007년에는 독일의 데트몰트 음대 (Hochschule für Musik Detmold) 교장인 Martin Christian Vogel이 북항의 이 페스티벌을 방문하였다.

## 설정
대부분의 콘서트들은 북항에서 열리며 그 외의 개최지로서는 두육시 (斗六市), 신영시 (新營市) 등이 있다. 각 콘서트에서는 클래식 음악을 비롯하여 „문화교류의 밤 (Cultural Interaction Night)“이라는 표어와 함께 팝과 재즈 등의 음악이 연주되기도 하며, 지방의 레스토랑에서 열리는 „Club Concert“도 이에 해당한다. 2주간의 페스티벌은 오케스트라 프로젝트를 끝으로 그 막을 내린다.

## 스폰서
북항 국제 음악 페스티벌의 주요 후원자로는 북항 시를 비롯하여 운림리 그리고 타이베이 시 예술부를 들 수 있으며, 음악 브랜드인 Jupiter Instruments 와 Kawaii도 이 페스티벌의 스폰서이다. 또한 조천사원 (朝天宮)을 비롯한 여러 기관에서 이 페스티벌을 경제적으로 돕고 있다. 이 페스티벌은 2009년 시벨리우스 아카데미 (Sibelius Academy, 핀란드)로부터 장려되었다.

## 홍보
북항 국제 음악 페스티벌은 여러 지방 신문들과 방송국들을 통해 중개 되었으며 여러 방면으로 보도되었다. 또한 대만 전국에서 읽어지는 주간지 „Taiwan Weekly“에서도 이 페스티벌을 취재하였다. 외국의 미디어 역시 이 페스티벌에 대해 관심을 갖고 있으며 독일의 Lippischen Landeszeitung에서는 이것에 관한 기사를 발표하였다.

## 연주가
지금까지 페스티벌에 초대된 연주가들은 다음과 같다.
- Lauri Bruins, 클라리넷
- Anita Farkas, 플룻
- Paz Aparicio García, 색소폰
- Noémi Györi, 플룻
- Wilfried Stefan Hanslmeier, 트럼본
- Philipp Hutter, 트럼펫
- Christina Jacobs, 색소폰
- Anniina Karjalainen, 트럼펫
- Sofia Kayaya, 플룻
- Mizuho Kojima, 트롬본, 유포니움
- Zoltán Kövér, 트럼펫
- Anna Krauja, 소프라노
- Paavo Maijala, 피아노
- Lauri Sallinen, 클라리넷
- Juuso Wallin, 호른

## 북항 필하모닉 협회
북항 국제 음악 페스티벌의 주최는 북항 필하모닉 협회가 맡고 있으며 이 협회의 구성원은 대부분이 임금 없이 이 프로젝트를 추진하는 자원자들이다.

## 웹 링크
- https://web.archive.org/web/20120216051848/http://news.epochtimes.com.tw/7/6/30/59298.htm
- https://web.archive.org/web/20110718161527/http://www.newtaiwan.com.tw/bulletinview.jsp?bulletinid=72114
- http://www2.yunlin.gov.tw/information2/bulletin/bul2_02.asp?bull_id=12065%5B깨진+링크(과거+내용+찾기)%5D